# 太田泰治
太田 泰治（おおた たいじ、1887年1月25日 - 1960年2月12日）は、日本の海軍軍人。最終階級は海軍中将。

## 経歴
岡山県出身。太田吉三郎の二男として生れる。岡山津山中学校を経て、1909年11月、海軍兵学校（37期）を卒業し、翌年12月、海軍少尉任官。1916年12月、海軍砲術学校高等科を卒業し、以後、「薩摩」「浅間」「扶桑」の各分隊長、「澤風」砲術長、東郷平八郎元帥付副官、「三日月」「初雪」の各駆逐艦長、横須賀鎮守府参謀、海軍省軍務局員などを経て、1926年6月から翌年1月にかけて欧米に出張した。
人事局員（第1課）、「加古」「榛名」の各副長、運送艦「洲埼」・「大井」・「浅間」の各艦長、軍務局第2課長などを歴任し、1936年12月、海軍少将に進級した。横須賀人事部長、軍令部出仕、第4根拠地隊司令官（海南島）、軍令部出仕、興亜院廈門連絡部長官などを経て、1940年11月、海軍中将に進級した。
1941年5月、興亜院華中連絡部長官となり、軍令部出仕を経て、1942年12月、第3南遣艦隊司令長官に着任し、フィリピン方面の作戦指揮を行った。軍令部出仕を経て、1944年1月、予備役に編入された。

## 栄典
- 1916年（大正5年）1月21日 - 正七位[1]